# Вільям Г'ю Кліффорд Френд
Вільям Г'ю Кліффорд Френд (англ. William Hugh Clifford Frend 11 січня 1916 — 1 серпня 2005) — англійський церковний історик, археолог і англіканський священник.
Відомий своїм монументальним трудом «Мучеництво та переслідування в ранній церкві» (англ. Martyrdom and Persecution in the Early Church) (1965), в який, зокрема, прорахував кількість жертв гонінь язичників на християн в часи Римської імперії приблизно у 2500-3000 людей, що набагато менше, а ніж в часи внутрішньо-християнських церковних чвар і гонінь, та для приклада, менше жертв лише однієї Варфоломіївської ночі.

## Академічна кар'єра
- Коледж Хейлібері , Гартфордшир, (стипендіат)
- Коледж Кебл, Оксфорд (стипендіат, перший клас бакалаврату з сучасної історії 1937, магістр 1951, доктор філософії з дисертацією про донатистів 1940, доктор філософії 1966)
- Стипендія Крейвена для навчання в Берліні (у Ганса Ліцмана) та Північній Африці
- Дослідницька стипендія в Ноттінгемському університеті
- Заступник директора єгипетського дослідницького товариства, Каср Ібрім, Нубія, 1963-64
- Cтипендіат коледжу Гонвіля та Кайуса, Кембридж (1964 р. н.)
- Науковий співробітник і викладач богослов'я в університеті Кембріджа. Читав тоді археологію та антропологію в Трініті. У цей час принц Уельський був одним з його студентів.
- Професор церковної історії і декан факультету богослов'я Університету Глазго у 1969-84 роках (заслужений діяч 1984-2005)
- Голова Асоціації університетських викладачів, 1976-78
- У 1980-х роках він працював у Карфагені з командою з Мічиганського університету
- Після виходу на пенсію він знову був обраний стипендіатом Gonville and Caius College, Cambridge, в останні роки писав нову книгу про раннє життя Августина

## Суспільне визнання
- Złoty Krzyż Zasługi z Mieczami (Золотий Хрест Заслуги з мечами), Уряд Польської Республіки в екзилі
- Нагорода за територіальну ефективність 1959
- Член Товариства антикварів Лондона 1952
- Член Королівського історичного товариства з 1954 року
- Президент Товариства церковної історії (1971-72) [6]
- DD honoris causa, Единбурзький університет 1974
- Член Единбурзького королівського товариства з 1979 року
- Стипендіат Британської академії 1983
- Він заснував і фінансував медаль Френда, яку присуджує Товариство антикварів за археологію, історію та топографію ранньої християнської церкви. [7] Лауреати включають Гарольда МакКартера Тейлора та Чарльза Томаса (1981), [8] Філіпа Ратца (2003), Гюнтера П. Герінга (2000) [9] Бірте Кьолбай-Бідл (1986), [10] Ненсі Готьє (2002), [11] і Семюель Тернер 2004. [12]

## Основні роботи
- Донатистська церква: рух протесту в римській Північній Африці (англ.The Donatist Church: A Movement of Protest in Roman North Africa) (1952)
- Мучеництво та переслідування в ранній церкві (англ.Martyrdom and Persecution in the Early Church) (1965)
- Розквіт монофізитського руху (англ.The Rise of the Monophysite Movement) (1972)
- Піднесення християнства (англ.The Rise of Christianity) (1984)

## Праці та публікації
- The Donatist Church: A Movement of Protest in Roman North Africa, 1952
- Early Church, 1964
- Martyrdom and Persecution in the Early Church, 1965
- Saints & Sinners in the Early Church: Differing & Conflicting Traditions in the First Six Centuries, 1970
- The Rise of the Monophysite Movement, 1972
- Religion, Popular and Unpopular in the Early Christian Centuries, 1976
- Town and Country in the Early Christian Centuries, 1980
- The Rise of Christianity, 1984
- Archaeology and History in the Study of Early Christianity, 1988
- The Archaeology of Early Christianity: A History, 1996
- Orthodoxy, Paganism and Dissent in the Early Christian Centuries, 2002
- From Dogma to History: How Our Understanding of the Early Church Developed, 2003

### Працює у співавторстві з Дж. Стівенсоном
- Новий Євсевій: документи, що ілюструють історію Церкви до 337 року нашої ери  Дж. Стівенсон (редактор першого видання 1957 р.), Вільям Х. К. Френд (співредактор другого видання 1987 р.)
- Символи віри, собори та суперечки: документи, що ілюструють історію Церкви, 337–461 рр. н.е. Дж. Стівенсон (редактор першого видання 1966 р.), Вільям Х. К. Френд (співредактор другого видання 1989 р.)

## Дивись також
- Список професорів Університету Глазго
- Трініті-коледж, Глазго